# Таценко Олександр Іванович
Олекса́ндр Іва́нович Таце́нко (16 жовтня 1982 — 25 січня 2015) — солдат Збройних Сил України, учасник російсько-української війни.

## Короткий життєпис
Закінчив Карпилівську ЗОШ. Служив строкову службу в лавах ЗСУ. З 2002 року — механізатор карпилівського СТОВ «Батьківщина».
Мобілізований у серпні 2014-го, старший навідник мінометної батареї, 28-а окрема механізована бригада. На початку січня 2015-го приїздив додому в короткотермінову відпустку.
26 січня 2015-го вранці під час обстрілу, який вчинили терористи з БМ-21, поблизу Мар'їнки зазнав важкого поранення. Евакуйований до Селидівської ЦРЛ, де помер від поранень.
Без Олександра залишилися дружина та двоє синів — Владислав і Олексій. Похований 28 січня 2015-го в Карпилівці, у останню путь проводжало над 1000 срібнянців. 28 січня 2015 року в Срібнянському районі оголошено днем жалоби.

## Нагороди та вшанування
- Указом Президента України № 311/2015 від 4 червня 2015 року, «за особисту мужність і високий професіоналізм, виявлені у захисті державного суверенітету та територіальної цілісності України, вірність військовій присязі», нагороджений орденом «За мужність» III ступеня (посмертно)[1].
- Вшановується в меморіальному комплексі «Зала пам'яті», в щоденному ранковому церемоніалі 25 січня[2][3].